# Clinique psychiatrique Guiliarovski
La clinique psychiatrique n°3 Guiliarovski, autrefois clinique psychiatrique Préobrajenskaïa, est l'établissement psychiatrique le plus ancien de Moscou. Il est situé rue Matrosskaïa Tichina, dans le district de Sokolniki, au numéro 20. C'est un établissement public dépendant du département de la Santé de la ville de Moscou.

## Historique
L'établissement est inauguré le 15 juin 1808 sous le nom de Dollhaus de Moscou (Московский Доллгауз), dans un bâtiment néo-classique construit par Selekhov. Puis à partir de 1838, il prend le nom de clinique psychiatrique Préobrajenskaïa. Elle est agrandie grâce aux fonds de Timofeï Morozov. L'établissement est renommé en clinique psychiatrique n° 1 de Moscou en 1921 et n° 3 en 1951. Il porte depuis 1978 le nom du fameux psychiatre Vassili Guiliarovski (1875-1959) qui y a travaillé de 1911 à 1920 et qui a lui-même qualifié cette clinique comme représentant l'histoire même de la psychiatrie en Russie. Le docteur Vassili Sabler l'a dirigée de 1828 à 1871. Il a mis en œuvre de nouvelles méthodes et a favorisé l'ergothérapie, les soins par l'utilisation de jeux, de musique et de travaux individuels dès 1834. L'hydrothérapie et la psychothérapie y étaient déjà conseillées dans certains cas, comme aujourd'hui.
Plusieurs noms célèbres de la psychiatrie russe du XIXe siècle y ont travaillé, comme Samuel Steinberg (1831-1909) ou Pavel Malinovski (1818-1868).

## Aujourd'hui
L'établissement dessert le district administratif est et le district administratif central de la capitale de la fédération de Russie. Il a une capacité de plus de 500 lits et de 490 postes de soins de jour. Il est divisé en 18 départements.
Un petit musée de la psychiatrie ouvert pour le cent-soixantième anniversaire de l'établissement fonctionne également en son sein.

## Source
- (ru) Cet article est partiellement ou en totalité issu de l’article de Wikipédia en russe intitulé « Психиатрическая больница № 3 имени В. А. Гиляровского » (voir la liste des auteurs).